# ラプラス事件

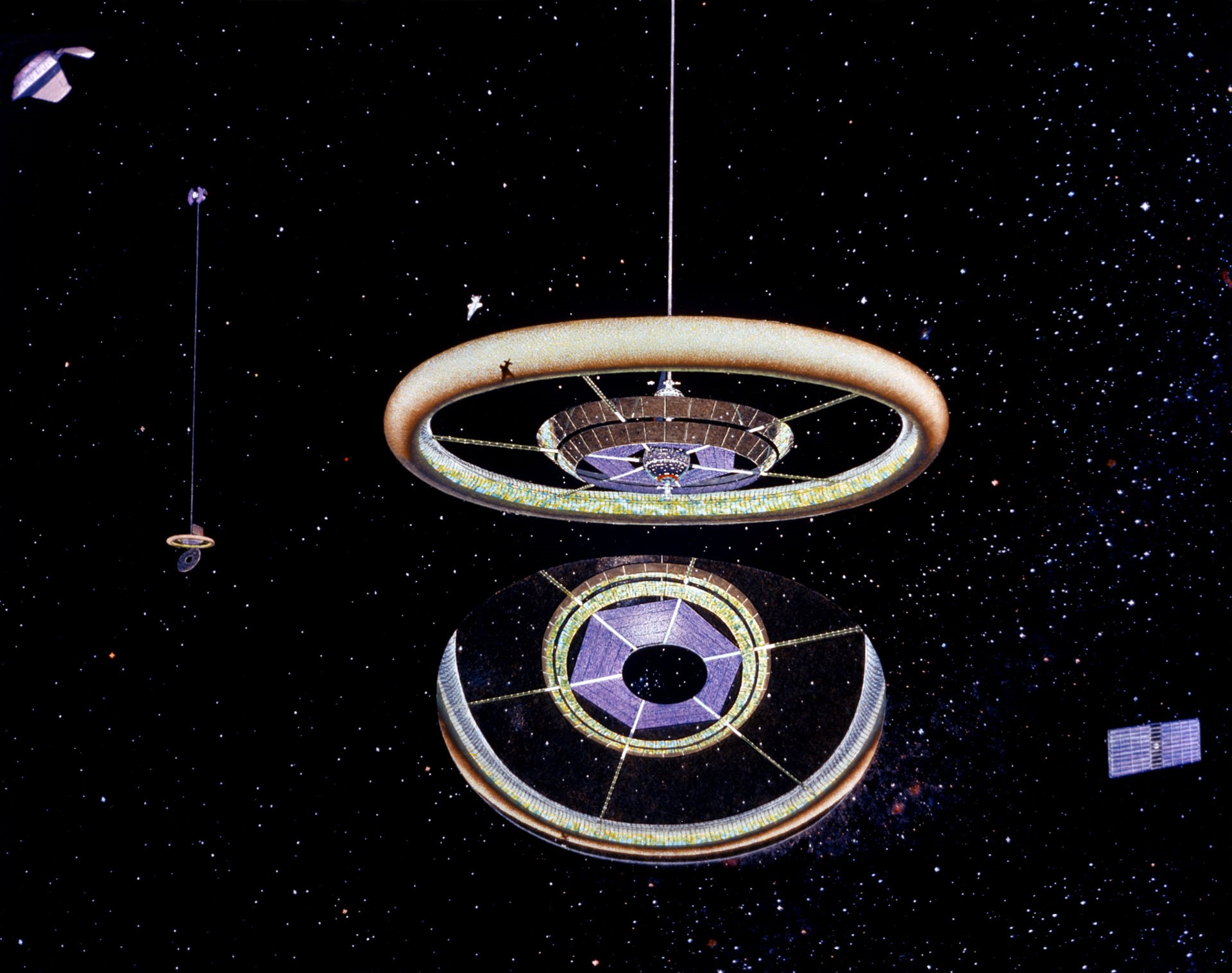
スタンフォード・トーラス型スペースコロニーの想像図。『機動戦士ガンダムUC』の劇中に登場するコロニー「ラプラス」のモデルとなっている。

ラプラス事件（ラプラスじけん）は、小説およびOVA『機動戦士ガンダムUC』で描かれた宇宙世紀0001（トリプルオーワン）年に起きた架空の事件。劇中世界ではテロ事件として信じられているが、実際はテロに見せかけた政治的な暗殺事件であったという真相が伏せられている。
『機動戦士ガンダムUC』のプロローグ部分において事件の詳細な様子が登場人物の回想として描写され、その後の展開でも、物語に影を落とす96年前の出来事として幾度か言及される。物語の結末では、主要登場人物らが正体も知らされずに追ってきた存在である「ラプラスの箱」が、この事件によって闇に葬られたはずの情報であったという真相と共に、事件を主導した黒幕の正体と、そのことが劇中世界に及ぼした影響の全貌が描かれる。

## 劇中で語られる事件の内容
フィクションの出来事として描かれる事件のあらすじは、以下のようなものである。

### 改暦セレモニー
爆発的に増加する人口や環境破壊、資源の枯渇など、地球規模の大問題を解決するための抜本的な方策として、人類は長年空想の話でしかなかった宇宙移民を実行に移すことを決意し、その政策の推進機関として人類規模の初の統一政権である地球連邦政府を発足させることを決断する。しかし、政治的、経済的あるいは宗教的な理由から連邦政府の発足に反対する勢力は少なくなく、それらの勢力は地球各地で多くの紛争を引き起こすこととなる。連邦政府はそれら勢力を“分離主義者”と断罪し、地球連邦軍の圧倒的な軍事力で反対意見を容赦なく潰していった。前身機関の発足より五十余年、地球外の居住施設として実用段階のスペースコロニーの建造に成功した連邦政府は、宇宙移民開始をもって西暦から宇宙世紀への改暦を取り決める。
西暦の最後の大晦日、宇宙世紀への改暦を記念したセレモニーが、地球の低軌道上に位置し、首相官邸が置かれている宇宙ステーション「ラプラス」にて執り行われることとなる。セレモニーは、連邦政府初代首相であるリカルド・マーセナスを始め、連邦構成各国の代表らが参集し、グリニッジ標準時1月1日に切り替わると同時に改暦を宣言し、新たな時代の憲章である「宇宙世紀憲章」を発表する計画であった。

### 爆破テロ
しかしカウントダウン終了直後、宇宙世紀0001年への改暦と同時に、ラプラスは突然に爆発、瓦解することになる。ラプラスの爆発は、マーセナス首相、及び各国代表、官邸要員や報道陣、さらに周辺警備をしていた連邦軍の艦隊を巻き込んで多くの犠牲者を出し、宇宙世紀への改暦を記念する筈だったセレモニーは、新世紀の第一歩を血で汚す最悪の事件となってしまった。
事件後、ただちに新政権を発足させた連邦政府は事件をテロと断定し、「リメンバー・ラプラス」のかけ声の下に反政府運動の徹底的な弾圧に乗り出した。テロを画策した分離主義組織はそれを支援する分離主義国家共々、連邦軍が有する強大な軍事力で根こそぎ殲滅させられた。宇宙世紀0022年に連邦政府が「地球上の紛争のすべての消滅」を宣言するまで続いた分離主義者との闘争は、結果的に連邦の国家的基盤を揺るぎ無いものとし、宇宙世紀へと移行した世界は地球連邦という統一政府の下に統べられるという歴史的パラダイムシフトを推進させることとなった（しかしこうして確立された体制は、後年官僚主義への傾倒によって政府体制の腐敗を招くことに繋がり、後の世にティターンズのような地球至上主義組織の台頭、ジオニズムやコスモ貴族主義などといった反地球連邦主義を生み、多くの戦乱の誘因となっていく）。
その事件後の経緯のあまりの手際の良さに、テロ事件はリベラルなマーセナス政権の転覆を狙った連邦議会極右派による自作自演ではないかと実しやかに囁かれたが、大衆はありきたりの陰謀論と片付け、おおむね連邦政府のテロ対策を支持した。
物語の結末では、自作自演だとする陰謀論は真実であったという真相が明かされている。事件の首謀者はリカルド・マーセナスの息子で後に地球連邦政府第三代首相となるジョルジュ・マーセナスを筆頭とした保守派勢力であり、リベラル派であったリカルドおよび彼に近しい各国代表を分離主義者の仕業に見せかけ暗殺すると共に、その濡れ衣を分離主義者になすり付けてテロリストとして弾圧、地球連邦の権限を強めるという、3つの目的を同時に達成する言わば「一石三鳥」を狙った陰謀であったという。『機動戦士ガンダムUC』の本編では、その事実がリカルドおよびジョルジュの子孫である主要登場人物、リディ・マーセナスとその父・ローナン・マーセナスの心を苦しめることになる。

### 爆破の原因
官邸が所在するラプラスは、「スタンフォード・トーラス型」と呼ばれる構造の宇宙ステーションであったという設定となっている。小説第1巻のプロローグでは、スタンフォード・トーラス型の宇宙ステーションが崩壊し、爆発に至るまでに起こった現象が詳細に描写されている。
「スタンフォード・トーラス型」の宇宙ステーションは、上下に展開する銀盤型の巨大なミラーブロックが、中央で回転するドーナツ型の居住ブロックを挟み込む形で構成されている。居住ブロックに太陽光を送り込むミラーブロックは、ひとつあたり千枚にも及ぶ微細な凹面鏡の集合体であり、制御プログラムに従って凹面鏡を指定のパターンに動かすことで、細やかな気象変化を再現することができる。劇中における改暦セレモニーでは、任意の凹面鏡を動かして太陽光を地球に向かって反射し、地球の夜の面の大気層に「Good bye, AD Hello, UC!」という光の文字を浮かび上がらせる演出が企画されていた。
しかし、凹面鏡の稼働は指定のプログラムにより全体が揃ったパターンでしか行なうことが出来ない仕組みであり、一枚一枚を任意で動かすためには、各凹面鏡の個別制御装置に角度変更プログラムを直接インストールするほかなかった。そのため、依頼を受けた電機メーカーの作業員たちがセレモニー開始前よりミラーブロックに張り付いてそれらの作業に当たったが、この作業員たちこそが、事件を画策した地球連邦保守派勢力が「テロリスト」として送り込んだ暗殺の実行役だった。
細工された角度偏向プログラムによって、凹面鏡の角度は地球に向かってでなく、ラプラスの構造部の一点に向けられた。反射された太陽光は、居住ブロックの一画にある環境システムに繋がる水の循環パイプに向けて高温の熱線となって集束し、循環パイプ内の水は一瞬にして沸騰する。結果、急膨張した水蒸気の圧力により循環パイプは破裂し、それに連動して居住ブロックの気圧も急上昇した上、さらに水蒸気から分離した水素ガスによって水素爆発が惹起され、居住ブロックは内側から崩壊した。居住ブロックから噴出した水素爆発の奔流は、ミラーブロックの凹面鏡をことごとく砕け散らせ、居住ブロックとミラーブロックを繋ぐメインシャフトをも捻じ曲げ、ラプラスを崩壊させた。また、飛散したそれらの破片は、周辺で警護を固めていた連邦軍のサラミス級宇宙警備艇にも襲いかかり、巻き添え被害を与えている。

### ラプラスの箱
凹面鏡の角度を変更した「テロリスト」（実際には暗殺者）のメンバーたちは、ラプラスの瓦解を見届けた後、ラプラスの宙域から作業艇で離脱しようとするが、小石程度のスペースデブリが燃料パイプに当たり、足止めを喰らう。この時、貧困から報酬目当てで暗殺に参加した17歳の若者サイアムが確認のため作業艇の外に出るが、直後に作業艇は爆発、サイアムは衝撃で吹き飛ばされてしまう。この爆発は、暗殺をテロリストの仕業に見せかけたい地球連邦保守派勢力による口封じであった。
命綱が切れ、宇宙空間に一人で吹き飛ばされた恐怖の中で、サイアムはスペースコロニーが地球の引力に引かれて落下して行く幻を見る。コロニーが地球に落着する絶望的な光景を目に焼きつけ目を覚ましたサイアムは、たまたま自分の体と相対速度が同じであったラプラスの残骸の中で地球光を反射して輝く箱形の物体と邂逅する。
奇跡的に民間船に救助されたサイアムは、箱形の物体とともに地球へ帰還する。サイアムが手に入れた箱形の物体は、後に「ラプラスの箱」と呼ばれるようになり、以後の宇宙世紀の歴史に濃い影を落とすことになる。

### 「箱」の正体
「箱」の正体は、改暦セレモニーを通じて発布される予定であった宇宙世紀憲章を記した石版のオリジナルであった。そこには事件後作成されたレプリカには記されていない「第七章　未来」の項目があり、「未来、宇宙に適応した新人類に対する権利を約束する」旨の内容が書かれていた。その内容は偶然にも、ジオン・ズム・ダイクンによるニュータイプ論と一致し、「箱」を陰謀によって葬り内容を隠匿してきた地球連邦政府の立場を危うくするものであった。『機動戦士ガンダムUC』では、この「箱」を巡る物語が描かれていくことになる。

## 作劇上の位置づけに対する批評
評論家の宇野常寛は著書『母性のディストピア』の中で、ガンダムシリーズの生みの親である富野由悠季が取り組んできたテーマや問題意識が、後年のガンダムシリーズを引き継いだ作り手たちの間に継承されず、表層的な模倣に留まっていることを指摘する文脈の中で『機動戦士ガンダムUC』を否定的に取り上げ、その一例として、同作の結末で明かされる上記のような「ラプラス事件」の真相を、陰謀史観と優生思想の無自覚な肯定であるなどとして批判している。